# Abbas Kiarostami
Abbás Kiarostamí (/abˈbɑːs keˈjɑː.rɔs.taˌmiː/ⓘ, en persa: عباس کیارستمی‎; Teherán, Irán, 22 de junio de 1940-París, Francia, 4 de julio de 2016) fue un director de cine, guionista, productor y fotógrafo iraní, considerado uno de los más influyentes y controvertidos del Irán posrevolucionario, y uno de los más consagrados directores de la comunidad cinematográfica internacional en la década de 1990. Cineasta activo a partir de 1970, Kiarostami participó en más de cuarenta películas, cortometrajes y documentales. Alcanzó gran éxito de crítica al dirigir la trilogía de Koker (1987-1994), Close-Up (1990), El sabor de las cerezas (1997) —galardonado con la Palma de Oro en el Festival de Cannes— y El viento nos llevará (1999). En sus últimos trabajos, Copia certificada (2010) y Like Someone in Love (2012), filmó por primera vez fuera de Irán; en Italia y Japón, respectivamente.
Kiarostami se graduó en Pintura. A lo largo de su vida fue pintor, ilustrador, diseñador, poeta y creador de instalaciones. Comenzó su carrera en el cine elaborando créditos, realizando comerciales y filmes educativos. En su carrera cinematográfica, Kiarostami trabajó extensamente como fotógrafo, guionista, montador, director artístico y productor. Escribió el guion de 50 cortometrajes y largometrajes: dirigió 48, editó 35, produjo 23 y fue director de fotografía de 7.
Miembro destacado de una generación de cineastas de la Nueva Ola iraní, un movimiento de cine persa que comenzó a finales de 1960 e incluye a directores pioneros del cine de ese país, entre los que cabe mencionar a Bahram Beyzai, Parviz Kimiavi, Dariush Mehrjui, Amir Naderi y Nasser Taghvai. Los cineastas de la Nueva Ola Iraní comparten con Kiarostami técnicas comunes, como el uso del diálogo poético y la narración alegórica para eludir la censura, y enfrentar cuestiones políticas y filosóficas.
Kiarostami tenía una reputación por el uso de niños protagonistas, las películas narrativas de tipo documental, las historias que tienen lugar en los pueblos rurales, y las conversaciones que se desarrollan dentro de los automóviles con el uso de cámaras montadas fijas. Es reconocido por sus personajes marginales; la crítica a los problemas sociales en Irán; la valoración del trabajo y la vida cotidiana de los niños, las mujeres y los hombres; el uso de actores no profesionales; la interpretación poética de los espacios sociales y el paisaje iraní; la intertextualidad visual y narrativa entre sus películas, y las referencias a la poesía persa en el diálogo, títulos y temas de sus películas. El suicidio fue uno de sus temas. 
Según la Encuesta de la Década de 1990, publicada por la revista Film Comment, Kiarostami fue el cineasta más popular y respetado en la comunidad mundial de cinematografía. Para Thierry Frémaux, del Instituto Lumière, Kiarostami fue el cineasta de los Noventa. En vida, obtuvo el reconocimiento público de otros grandes directores del cine mundial. Jean-Luc Godard dijo: El cine comienza con D. W. Griffith y termina con Abbas Kiarostami. Para Martin Scorsese: Kiarostami representa el más alto nivel artístico en el cine.

## Biografía
Abbas Kiarostami se graduó en Pintura, por la Facultad de Bellas Artes de la Universidad de Teherán; para apoyar sus estudios, trabajó como policía de tránsito. Diseñador gráfico e ilustrador de libros, diseñó créditos para películas y realizó comerciales. Durante 5 años laboró en el Centro para el Desarrollo Intelectual de Niños y Jóvenes Adultos, donde fundó el departamento de cine y realizó filmes educativos. Al mismo tiempo, dirigió el cortometraje El pan y la calle, comenzando su carrera de cineasta a los 30 años de edad. En 1969 se casó con Parvin Amir-Gholi, de quien se divorció en 1982 y con quien tuvo dos hijos: Ahmad (1971) y Bahman (1978). 
Kiarostamí pertenecía a la generación de cineastas que creó la renombrada Nueva Ola del cine iraní, que comenzó en la década de 1960 y se popularizó a partir de 1970. Esta corriente creó filmes artísticos innovadores con un alto contenido filosófico y político; algunos empleando realismo, otros mediante metáforas. Sus primeros largometrajes fueron ¿Dónde está la casa de mi amigo? (1987); Primer plano Close-Up (1990), considerada una obra maestra;Y la vida continúa, 1992; y A través de los olivos, 1994). Obtuvo su definitiva consagración internacional al ganar la Palma de Oro del Festival de Cannes de 1997 por El sabor de las cerezas. Desde entonces continuó su exitosa obra cinematográfica (El viento nos llevará, 1999; ABC África, 2001; Ten, 2002 y Five, 2004) —por la que obtuvo más de setenta premios—, además de participar en instalaciones museísticas y exposiciones fotográficas. En 2006, con motivo de la exposición Correspondencias: Víctor Erice y Abbás Kiarostamí presentó instalaciones como Durmientes (2001), Mirando el Ta'ziye (2004) y Bosque sin hojas (2005).
Miembro del jurado en el Cannes (1993), y en el Festival de Cine de Venecia (1995). Recibió la Medalla de Oro Fellini de la UNESCO, en reconocimiento a sus logros en el cine, la libertad, la paz y la tolerancia (1997). Presidente del jurado en el Festival Mundial de Cine en Montreal (2000). Jurado enCinéfondation and Short Films del Festival Internacional de Cine de Cannes (2002). Presidente del jurado de la Cámara de Oro en el Festival de Cine de Cannes (2005). Su penúltima película, Copia certificada (Copie conforme) —Espiga de Oro en la 55 SEMINCI y por la que Juliette Binoche ganó el Premio a la interpretación femenina en Cannes 2010— fue prohibida en Irán.
En 2002, el Festival Internacional de Cine de Gijón, en España, dedicó una retrospectiva a su obra, que contó con la presencia del cineasta. El São Paulo International Film Festival organizó una retrospectiva en Brasil [2004]. En 2008 fue homenajeado en el III Festival Internacional de Cine Documental MiradasDoc de Guía de Isora (Tenerife). El Festival de Cine de Cartagena organizó una retrospectiva (2014). 
Kiarostami también fue poeta y autor de varios libros de poemas. En 2006 Ediciones del Oriente y del Mediterráneo publicó, en edición bilingüe, su poemario Compañero del viento, traducido por Clara Janés y Ahmad Taherí (Madrid, 2006).

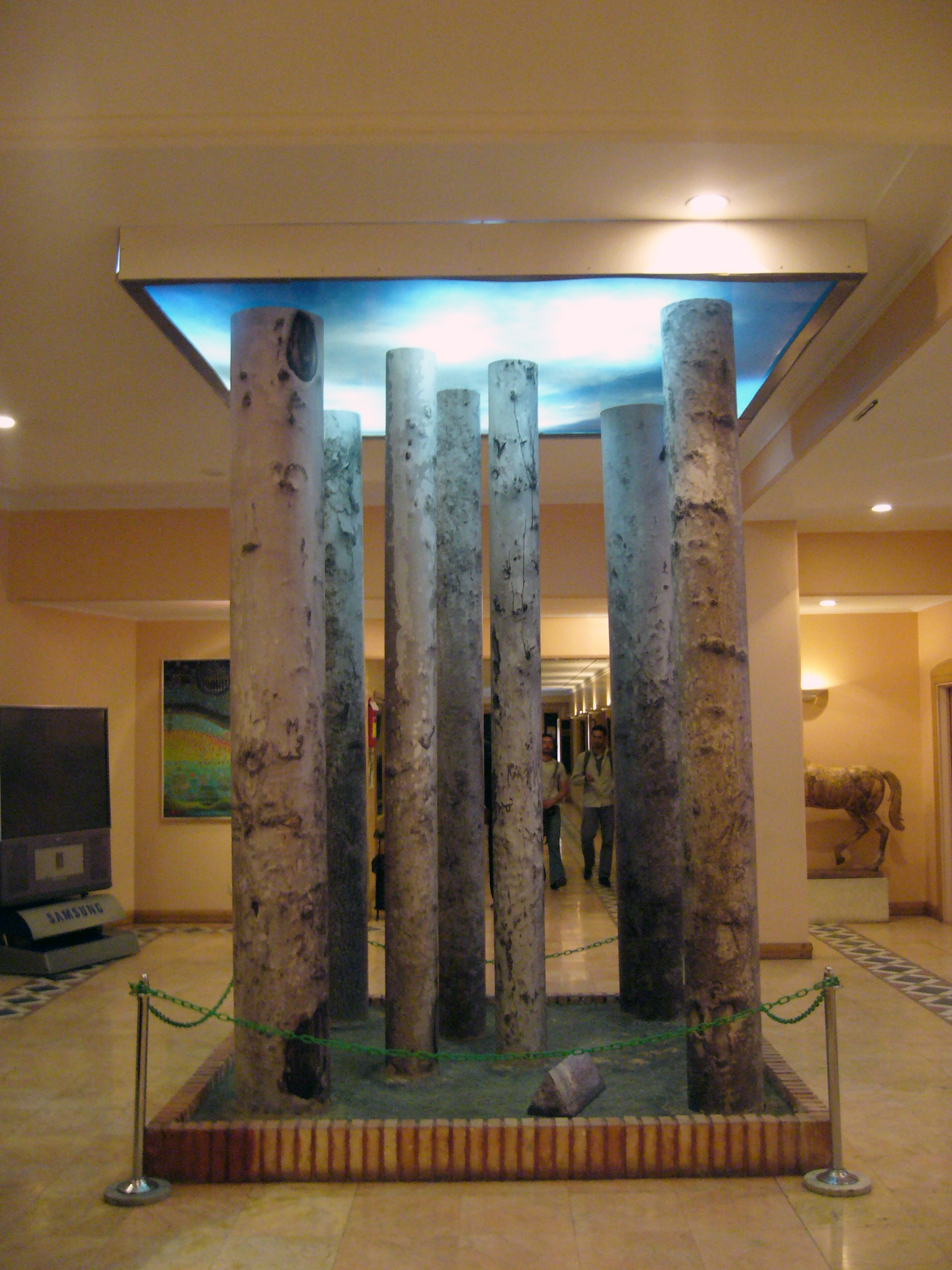
Instalación de arte realizada por Kiarostamí.

## Carrera cinematográfica

### 1970
En 1969, cuando la Nueva Ola iraní comenzó con la película de Dariush Mehrjui Gāv, Kiarostami ayudó a establecer un departamento de cinematografía en el Instituto para el Desarrollo Intelectual de Niños y Jóvenes (Kanun) en Teherán. Su primera producción fue de doce minutos El pan y la calle (1970), un cortometraje acerca de la confrontación de un escolar con un perro agresivo. El recreo siguió en 1972. Este departamento se convirtió en uno de los estudios cinematográficos más notables de Irán, produciendo no sólo las películas de Kiarostami, sino también de otros realizadores.  

En la década de 1970, Kiarostami persiguió un estilo individualista de la realización de películas. Sobre su primera película dijo:
El pan y la calle fue mi primera experiencia en el cine y debo decir que fue muy difícil. Tenía que trabajar con un niño muy pequeño, un perro, y un equipo poco profesional excepto por el director de fotografía, que estaba molestando y quejándose todo el tiempo. Bueno, el director de fotografía, en cierto sentido, tenía razón porque no seguía las convenciones de la realización de películas a las que estaba acostumbrado".
Tras Experiencia (1973), Kiarostami lanzó en 1974 El viajero, que cuenta la historia de Qassem Julayi, un niño con problemas de una pequeña ciudad iraní. Con la intención de asistir a un partido de fútbol en la lejana Teherán, estafa a sus amigos y vecinos para recaudar dinero, y estos viajes al estadio a tiempo para el juego, sólo para encontrarse con un irónico giro del destino. Al abordar la determinación del niño para alcanzar su objetivo, junto con su indiferencia a los efectos de sus acciones amorales, la película examina el comportamiento humano y el equilibrio del bien y el mal. Con esta película se fomentó la reputación de Kiarostami por el realismo, la sencillez diegética, y la complejidad estilística, así como su fascinación por los viajes físicos y espirituales. 
En 1975, Kiarostami dirigió Dos soluciones para un problema. En 1976 lanzó Un traje para la boda, la historia de tres adolescentes que entra en conflicto por un traje para una boda. En 1977 dirigió Gozaresh, que gira en torno a la vida de un recolector de impuestos acusado de aceptar sobornos. Con Report (1977), comenzó su reconocimiento como director.

### 1980
A principios de la década de 1980, Kiarostami dirigió varios cortometrajes entre ellos el corto fantástico Orderly or Disorderly (1981), y El coro (1982). En 1983 dirigió Conciudadanos. Con la película ¿Dónde está la casa de mi amigo? (1987) comenzó a ganar reconocimiento fuera de Irán. Kiarostami hizo la película desde el punto de vista de un niño. En ella están retratadas las creencias tradicionales de las poblaciones rurales iraníes. Ésta y otras películas de Kiarostami se caracterizan por las representaciones poéticas del espacio rural iraní y su realismo vital, ambos elementos importantes en su obra que desarrollará en los siguientes filmes.
¿Dónde está la casa de mi amigo? (1987), La vida continúa (1992) y A través de los olivos (1994) destacan por la crítica como la trilogía de Koker, porque las tres películas cuentan con el pueblo de Koker en el norte de Irán. Las películas también se relacionan con el terremoto de 1990 en Manjil-Rudbar, por el que murieron 50,000 personas en el norte de Irán. Kiarostami utiliza los temas de la vida, la muerte, el cambio y la continuidad para conectar las películas. La trilogía fue un éxito en Francia en la década de 1990 y en otros países de Europa occidental, como en los Países Bajos, Suecia, Alemania y Finlandia. Pero Kiarostami no tuvo en cuenta las tres películas para formar una trilogía. Sugirió que los dos últimos títulos más El sabor de las cerezas (1997) sí comprenden una trilogía, dado su tema común: el valor de la vida.

### 1990
Su primera película en esta década fue Primer plano Close-Up (1990), un documental ficcionalizado que narra la historia de Hossein Sabzian, un hombre trabajador que se hizo pasar por el cineasta Mohsen Makhmalbaf para estafar a una familia sobre la creencia de que podría protagonizar su nueva película. El filme tiene una parte documental, en la que examina la justificación moral de Sabzian por usurpar la identidad de Makhmalbaf, cuestionando su capacidad de percibir su estilo artístico y cultural. Cuando es cuestionado por el fraude, Sabzian dice: "Quería que olvidaran la idea de que un director de cine es diferente a las otras personas. Un artista verdadero es alguien cercano al pueblo, y que está preparado para ir al cine con ellos".
Con Primer plano Close-Up (1990), Kiarostami obtiene reconocimiento internacional. Esta película ocupa el puesto número 42 en el Top 50 de las películas más grandes del British Film Institute de todos los tiempos. Close-Up recibió elogios de directores como Quentin Tarantino, Martin Scorsese, Werner Herzog, Jean-Luc Godard y Nanni Moretti, y fue lanzada en toda Europa. Para Bruce Jenkins, curador del Harvard Film Archive, "el documental recreado de Kiarostami entrelaza perfectamente una simplicidad superficial con una rigurosa sofisticación conceptual. En el proceso, Close-Up prefiguró un ciclo significativo de producciones independientes, que han intentado resolver las demandas frecuentemente contradictorias de articular una política progresista a la vez que despliegan nuevos medios formales, genuinamente alternativos".
En 1992 dirigió Y la vida continúa, considerada por la crítica como la segunda pieza de la trilogía de Koker. La película trata sobre el camino que realizan un padre y un hijo a través de las ruinas de un terremoto en busca de dos muchachos, y a su vez van encontrando supervivientes. Ese año Kiarostami ganó el Premio Roberto Rossellini, el primer reconocimiento internacional en su carrera profesional por la dirección de una película. 
En A través de los olivos de 1994, la última película de la llamada Trilogía de Koker por teóricos y críticos de cine, no por Kiarostami; en el drama central se amplía una escena periférica de Y la vida continúa. El crítico Adrián Martin denomina "esquemático" al estilo cinematográfico de Kiarostami, pues une los patrones en zig-zag en el paisaje, como una geometría de las fuerzas de la vida y del mundo. El camino en zigzag en ¿Dónde está la casa de mi amigo? (1987) desencadenará la memoria del espectador en Y la vida continúa (1992), cuando después de un terremoto un director de cine junto con su hijo busca a los niños que actuaron en su película anterior, sin saber si los encontrará vivos. En El sabor de las cerezas, vemos otra vez la trayectoria zigzagueante por paisajes desérticos, cuando un hombre al volante busca quién pueda enterrarlo. En El viento nos llevará reaparecen los caminos rurales, entre laderas y montañas. Los movimientos zigzageantes, las largas tomas y panorámicas sobre el paisaje en que viajan los personajes, son característicos de Kiarostami, como observó Mehrnaz Saeed-Vafa director de cine, profesor de la Universidad de Columbia y consultor artístico del Iranian Film Festival en Chicago.
Esta mirada errante, junto con los temas de la vida y la muerte, se vinculan simbólicamente con la reconstrucción post-terremoto en A través de los olivos, donde los actores interpretan a una pareja que se casó después del terremoto, a la vez que el director intenta persuadir a la actriz que deben casarse. La trama está basada en una historia de la vida real, contada a Kiarostami por un hombre que se casó 5 días después del terremoto. Es la primera película protagonizada por un actor de profesión, que se dirige al espectador en la escena inicial, cuando un hombre mira de frente a la cámara y dice: "Soy Mohamad Ali Keshavarz, el actor que interpreta al director. Los otros actores fueron contratados en la locación. Estamos en Koker, a 400 kilómetros, no, 350 kilómetros al norte de Teherán, donde un terremoto destruyó todo el año pasado". El cine dentro del cine, en un documento que es recreación histórica a la vez que ficción, es un logro artístico de Kiarostami, en una de sus mejores películas, reconocida con 5 premios y 7 nominaciones en Italia, Francia, Portugal, Estados Unidos, Singapur, Brasil, y España. En 1995 Miramax Films lanzó A través de los olivos en los cines de Estados Unidos. 
De 1995 es El Globo Blanco (The White Ballon / Badkonake Sefid), película dirigida por Jafar Panahi con un guion escrito por Kiarostami, de quien Pahani fuera previamente asistente de dirección, en coautoría con Pahani y Parviz Shahbazi. Cuenta la historia de una niña que quiere un pez dorado y bailarín para celebrar el Año Nuevo en Irán, y que pierde el dinero que le dio su mamá con un encantador de serpientes. Como en ¿Dónde está la casa de mi amigo? de Kiarostami, la película ilumina las alegrías, pérdidas y esperanzas de la infancia en una pequeña obra maestra, filmada en tiempo real entre las calles bulliciosas de Kashan, Irán. Fue seleccionada en la categoría de Mejor Film en Lenguaje Extranjera (lengua persa o farsi) para la 68 entrega de los Premios Oscar de la Academia. Ganó el premio Cámara de Oro en el Festival de Cannes (1995). En total recibió 5 premios y 4 nominaciones en Francia, España, Estados Unidos, Brasil, Corea del Sur y Japón. El periódico The Guardian la considera una de las 50 mejores películas familiares de todos los tiempos, fue incluida en 1001 Movies You Must See Before You Die editado por Steven Schneider, y mencionado en A Story of Children and Film (2013), dirigido por Marc Cousins.
Entre 1995 y 1996, participó en la producción de Lumière y compañía, una colaboración con otros 40 directores de cine.
En 1997 Kiarostami obtuvo el premio Palma de Oro en el Festival de Cannes por El sabor de las cerezas. Es el drama de un hombre, el Sr. Badii (interpretado por Homayoun Ershadi), determinado a cometer un suicidio y que busca desesperadamente quién pueda enterrarlo bajo un cerezo. La película aborda temas como la moral, la legitimidad del acto de suicidio y el sentido de la compasión. La película se filmó sin guion previo, a partir de improvisaciones. Obtuvo 4 premios y 6 nominaciones, en Argentina, Francia, Portugal y Estados Unidos.
Kiarostami dirige El viento nos llevará en 1999, con la que ganó el Gran Premio del Jurado (León de Plata) en el Festival Internacional de Cine de Venecia. La película contrasta vistas rurales y urbanas sobre la dignidad del trabajo, aborda temas de igualdad de género y los beneficios del progreso, por medio de la estancia de un ingeniero que viaja a un pueblo kurdo para cuidar de un familiar agonizante. Una característica inusual de la película es que muchos de los personajes se escuchan pero no se ven; al menos trece personajes son los que hablan en la película pero nunca se ven. 

### 2000
En 2000, en la entrega de premios del Festival de Cine de San Francisco, Kiarostami fue galardonado con el Premio Akira Kurosawa por su trayectoria en la dirección, pero sorprendió a todos al dar a la basura al veterano actor iraní Behrooz Vossoughi por su contribución al cine iraní. [31] [32]
En 2001, junto a su asistente, Seifollah Samadian, viajó a Kampala, Uganda, a petición del Fondo Internacional de las Naciones Unidas para el Desarrollo Agrícola, para filmar un documental sobre programas de asistencia a los huérfanos de Uganda. Se quedó durante diez días e hizo ABC África (2001). El viaje fue pensado originalmente como un centro de investigación en la preparación para el rodaje, pero Kiarostami terminó la edición de toda la película del material filmado el vídeo allí. [33]
El editor de Time Out y jefe de programación de Teatro Nacional de Cine, Geoff Andrew, dijo en referencia a la película: "Al igual que sus cuatro características anteriores, esta película no es sobre la muerte, sino de vida o muerte: la forma en que están vinculados entre sí, y qué actitud se podría adoptar con respecto a su inevitabilidad simbiótica". 
Al año siguiente dirige Diez (Dah / Ten) (2002), revelando un método inusual de la cinematografía y el abandono de muchas convenciones de escritura de guiones. Kiarostami se centró en el panorama sociopolítico de Irán. Las imágenes se ven a través de los ojos de una mujer (interpretada por Mania Akbari que conduce su auto por las calles de Teherán durante un período de varios días. En su viaje conversa con diez pasajeros, que incluyen a su hijo, su hermana, una prostituta autostop,  una novia plantada... Excepto la protagonista, no hay actores profesionales; el hijo pequeño de la conductora es el hijo de la actriz en la vida real. Este estilo de hacer cine fue elogiado por los críticos como AO Scott, que en The New York Times escribió sobre Kiarostami: "además de ser tal vez el cineasta iraní admirado con mayor proyección internacional de la última década, es también uno de los maestros del cine mundial del automóvil... Entiende el automóvil como un lugar de reflexión, observación y, sobre todo, hablar".  
En 2003 dirigió Cinco, una característica poética sin diálogo o caracterización. Se compone de cinco largos planos de la naturaleza que son secuencias de una sola toma, tiro con una cámara de vídeo digital de mano, a lo largo de las orillas del Mar Caspio. A pesar de que la película carece de un argumento claro, Geoff Andrew sostiene que la película es "algo más que imágenes bonitas". Y añade, "montado en fin, que comprenden una especie de arco narrativo abstracta o emocional, que se mueve sugestivamente de la separación y la soledad a comunidad, de movimiento para el descanso, casi silencio al sonido y la canción, la luz a la oscuridad y de nuevo a la luz de nuevo, que termina con una nota de renacimiento y la regeneración. "Él señala el grado de artificio oculto detrás de la aparente simplicidad de las imágenes.  
Kiarostami produjo 10 sobre el Ten (2004), un documental diario que comparte diez lecciones en la realización de películas mientras conduce a través de las localizaciones de sus películas anteriores. La película está rodada en vídeo digital con una cámara estacionaria montada dentro del coche, en una forma que recuerda El sabor de las cerezas y Diez. 
En 2005 y 2006, dirigió Carreteras, un documental de 32 minutos que reflexiona sobre el poder del paisaje, la combinación de fotografías austeras en blanco y negro con observaciones poéticas [37] y música de tema político. También en 2005 filmó Tickets, una película compuesta por tres historias dirigidas por Ken Loach, Ermanno Olmi y Kiarostami.  
En 2008 dirigió Shirin, donde destacan los primeros planos de muchas actrices iraníes notables y la actriz francesa Juliette Binoche,mientras miran una película basada en la historia de romance persa, en parte mitológica, de Khosrow y Shirin, con temas de autosacrificio femenino. [38] [39]. La película ha sido descrita como "una exploración convincente de la relación entre imagen, sonido y el espectador femenino". [37] Ese verano, dirigió la ópera Così fan tutte de Mozart, dirigida musicalmente por Christophe Rousset, en el Festival de Aix-en-Provence, protagonizada por William Shimell. Pero las actuaciones del año siguiente en la Ópera Nacional Inglesa no las pudo dirigir a causa de denegación de la autorización para viajar al exterior de su país. [40]
La última película que dirigió fue Como alguien enamorado Like Someone in Love (2012), hablada en japonés. Kiarostami escribió el guion en colaboración con Mohammad Rahmani. Es el segundo filme que Kiarostami dirigió fuera de Irán, después de Copia certificada (Certified Copy); la idea del filme surgió de una experiencia de Kiarostami, que en un viaje a Tokio, mientras conducía de noche, miró a una joven mujer vestida de novia, y a quien no volvió a ver en sus siguientes viajes, aunque tenía la esperanza de encontrarla de nuevo. En Tokio, una prostituta y un anciano viudo, que contrató sus servicios y a quien sus clientes suponen su abuelo o su esposo, se relacionan durante una noche y un día, en un encuentro incidental o el inicio de una historia de amor. En opinión del crítico Scott Foundas de The Village Voice, el film es un "astuto, burlón compás en los movimientos irracionales del corazón", que "habita en el espacio pirandiano entre el arte y la vida, la realidad y el juego de roles, desplegando sus elegantes duplicaciones narrativas y autorreflexiones con la engañosa facilidad de Ella Fitzgerald cantando la melodía del título". Seleccionada para el Chicago International Film Festival, el Festival de Cannes, el Asian Film Awards, y el São Paulo International Film Festival, entre otros festivales entre 2012 y 2013, Como alguien enamorado Like Someone in Love obtuvo 6 nominaciones y el premio a la Mejor Película en el Japanese Professional Movie Awards. En 2021, se exhibió una copia restaurada en el Centre Pompidou de París, Francia; el Asian Film Archivey de Singapur; y el Garage Museum of Contemporary Art de Rusia.

### Estilo
Las películas de Kiarostami contienen un notable grado de ambigüedad, con el uso inusual de simplicidad y complejidad, y una trama visual y argumental que mezcla elementos documentales y de ficción, creando una docuficción que es a la vez un testimonio de arte cinematográfico: Personalmente no puedo definir la diferencia entre un documental y un film narrativo. Los conceptos de cambio y continuidad en el espacio real y el espacio mental, entre lo público y lo privado, además de los temas de la vida y la muerte, juegan un papel importante en su obra, que reiventa el presente, revisitando los mismos lugares en distintas películas, conectadas entre sí por los personajes y sus historias entrelazadas, para reinterpretar la verdad del diálogo y la belleza en la mirada del espacio poético, cuestionando la realidad social y política desde el lenguaje cinematográfico.

## Filmografía
- 1970: El pan y la calle (Nân va kuché / Bread and Alley – Irán – 10’)
- 1972: El recreo (Zang-e tafrih / Recess – Irán – 11’)
- 1973: Experiencia (Tachrobé / The Experience – Irán – 53’)
- 1974: El viajero (Mosafer / The Traveler – Irán – 70’)
- 1975: Dos soluciones para un problema (Do Rah-e hal bará-ye yek masalé / Two Solutions for One Problem – Irán –  4’)
- 1976: Un traje para la boda (Lebás-i bará-ye arusí / The Wedding Suit – Irán – 54’)
- 1977: Gozaresh (The Report – Irán – 112’)
- 1982: El coro (Hamsarayán / The Chorus – Irán – 17’)
- 1983: Conciudadanos (Hamshahrí / Fellow Citizen - Irán - 52’)
- 1984: Párvulos (Avvalihá / First Graders – Irán – 85’)
- 1987: ¿Dónde está la casa de mi amigo? (Jané-ye dust koyast? – Irán – 80’)
- 1989: Deberes (Mashgh-e shab / Homework – Irán – 90’)
- 1990: Primer plano Close-Up (Namá-ye nazdik – Irán – 100’)
- 1992: Y la vida continúa (Zendegí var digar hich / Life, and Nothing More… – Irán – 92’)
- 1994: A través de los olivos (Zir-e derajtán-e zeytún / Through the Olive Trees – Irán – 108’)
- 1995: A propósito de Nice, la suite (À propos de Nice, la suite – Francia – 100’), junto a otros directores
- 1995: Lumière y compañía (Lumière et compagnie – Francia – 88’), junto a otros directores
- 1997: El sabor de las cerezas (Ta’m-e gilás / Taste of Cherry – Irán – 98’)
- 1999: El viento nos llevará (Bad ma ra jahad bord / The Wind Will Carry Us – Irán – 115’)
- 2001: ABC Africa (Irán, Francia – 85’)
- 2002: Diez (Dah / Ten – Irán, Francia – 91’)
- 2003: Five Dedicated to Ozu (Irán  – 74’)
- 2004: 10 sobre diez (10 on Ten – Irán – Francia  – 88’)
- 2005: Tickets (Italia, Gran Bretaña – 115’), junto a Ermanno Olmi y Ken Loach
- 2007: A cada uno su cine (Chacun son cinéma - Francia – 111’), junto a otros directores
- 2008: Shirín (Irán – 92’)
- 2010: Copia Certificada (Copie conforme / Runevesht barabar-e asl – Francia – 106’)
- 2010: No (Irán – 8’)
- 2012: Like Someone in Love (Raiku samuwan in rabu – Japón – 109’)
- 2017: 24 cuadros

## Premios y distinciones
Kiarostami se ganó la admiración de audiencias y críticos en todo el mundo. Recibió más de 40 premios en su carrera, además de otras 40 nominaciones.
- Premio Especial del Jurado para El pan y la calle en el 5° Festival Internacional de Películas para Niños y Jóvenes de Teherán, Irán, 1970.
- Primer Premio de Categoría Narrativa para La experiencia en el IV Festival Internacional de Cine de Giffoni, Italia, 1974.
- Gran Premio del Jurado para El viajero en el 9° Festival Internacional de Películas para Niños y Jóvenes de Teherán, Irán, 1974.

Festival Internacional de Cine de Cannes
| Año  | Categoría    | Película                | Resultado |
| ---- | ------------ | ----------------------- | --------- |
| 1997 | Palma de Oro | El sabor de las cerezas | Ganador   |

Festival Internacional de Cine de Venecia
| Año  | Categoría                           | Película              | Resultado |
| ---- | ----------------------------------- | --------------------- | --------- |
| 1999 | Premio especial del Jurado          | El viento nos llevará | Ganador   |
| 1999 | Premio FIPRESCI-Mejor película      | El viento nos llevará | Ganador   |
| 1999 | Premio CinemAvvenire-Mejor película | El viento nos llevará | Ganador   |

- Oficial de la Legión de Honor del Ministerio de Cultura de Francia, 1996.
- Medalla de Oro Fellini de la UNESCO, en reconocimiento a sus logros en el cine, la libertad, la paz y la tolerancia (1997).
- Premio en Reconocimiento a la Trayectoria en el Yerevan International Film Festival (2005).
- Su película  Diez (Dah - Ten) (1991) fue rankeada en el lugar 76 por el periódico The Guardian entre los 100 mejores filmes del siglo 21 (The 100 best films of the 21st century) (2019).
- Su película Primer plano Close-Up (Namá-ye nazdik) (1990) fue rankeada en el lugar número 42 entre los 50 más grandes filmes de todos los tiempos (The Top 50 Greatest Films of All Time) por el British Film Institute (2012).